# 神田カレーグランプリ
神田カレーグランプリ（かんだカレーグランプリ）は、東京都神田エリアで開催されるのカレーの祭典である。

## 概要
東京都千代田区の神田神保町周辺は国内最大規模の「本の街」、「スポーツグッズの街」、「楽器の街」として有名だが、カレー提供店が400店以上ある国内最大規模のカレー集積地でもあり、「カレーの街」としても広くアピールすべく2011年に開始した、日本最大級のカレーの祭典である。
「神田カレー街活性化委員会」が主催し、「明大町づくり道場」などの協力の下に運営が行われる。毎年11月に御茶ノ水小川広場で開催される「グランプリ決定戦」には数万人が来場し、コロナ禍前の直近の来場者は決定戦2日間で4万7000人に上った。

## イベント構成

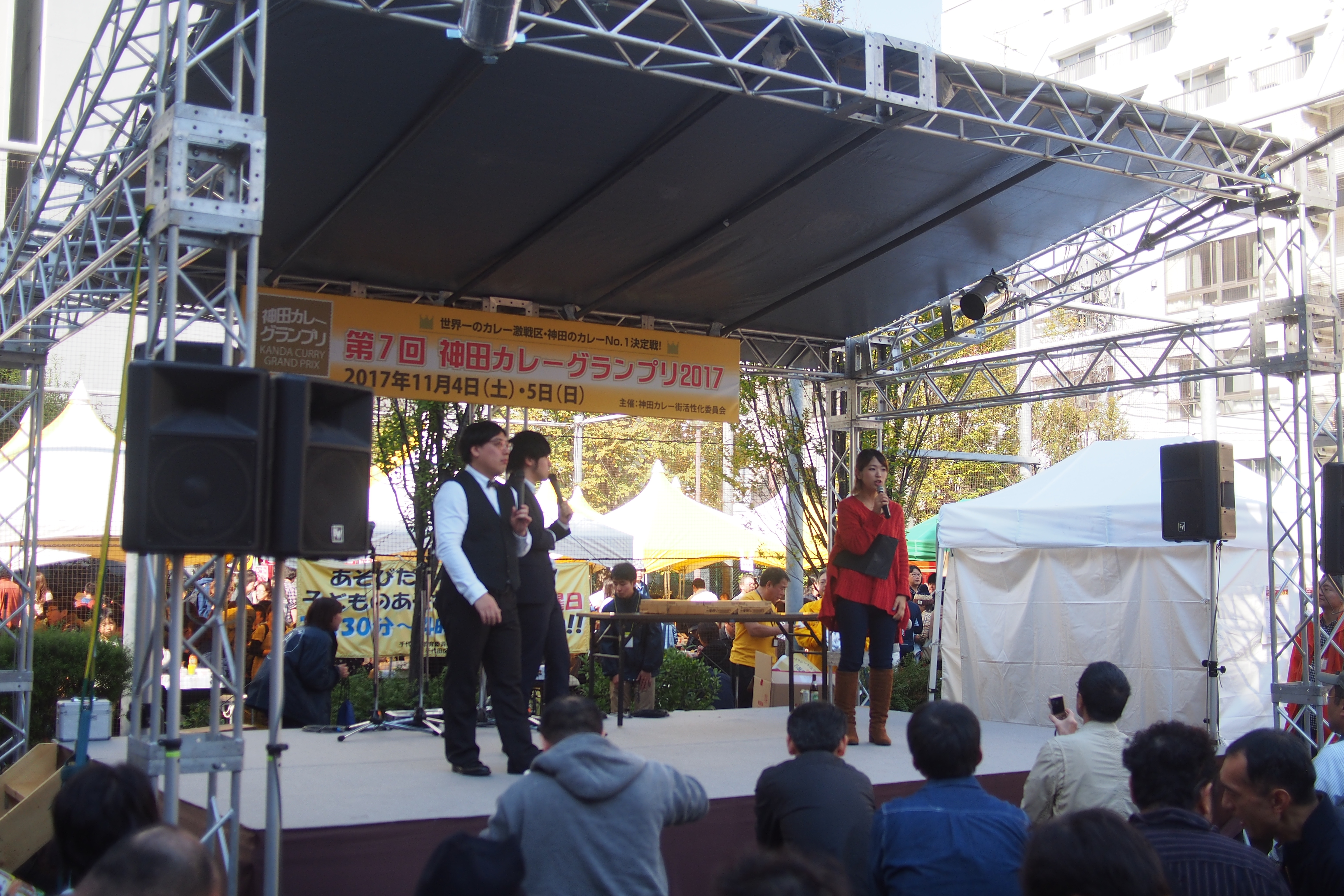
2017年グランプリ決定戦（小川広場）

イベントは「スタンプラリー」と「グランプリ決定戦」の2部構成となっている。
「神田カレー街食べ歩きスタンプラリー」の参加者は100日間かけて公式ガイドブックの地図を元に店舗を訪れ、カレーを食すと共にスタンプを集め（スマホによる「デジタルスタンプ」などがある）、多数あるスタンプラリーのコースから、制覇したコースの数に応じてマイスターの称号が得られる。マイスターは年に数度開催される「マイスター会議」への参加権利や、店舗からの特典が得られるようになる。スタンプラリー開始以来、2023年現在でカレーマイスター（20店舗以上制覇）獲得者は5,000名を超える。
「予選ファン投票」では、参加者が専用Webサイトやハガキでお気に入りの店に投票することで、11月初旬に御茶ノ水小川広場で開催される「グランプリ決定戦」に出場する店舗が決定する。グランプリ決定戦は専用会場で2日間に亘り開催され、来場者がカレーを食べ比べ投票しNo.1が決定される。

## 歴代グランプリ店
| 回                                             | 年     | グランプリ店                     | 備考              |
| ---------------------------------------------- | ------ | -------------------------------- | ----------------- |
| 第1回                                          | 2011年 | 欧風カレー ボンディ 神田小川町店 |                   |
| 第2回                                          | 2012年 | インドレストラン マンダラ        |                   |
| 第3回                                          | 2013年 | 日乃屋カレー 神田                | 2015年に殿堂入り  |
| 第4回                                          | 2014年 | 100時間カレー B&R 神田店         |                   |
| 第5回                                          | 2015年 | 上等カレー神田小川町店           | 2023年4月28日閉店 |
| 第6回                                          | 2016年 | 100時間カレー B&R 神田店         | 2度目のグランプリ |
| 第7回                                          | 2017年 | お茶の水、大勝軒                 |                   |
| 第8回                                          | 2018年 | MAJI CURRY 神田神保町店          |                   |
| 第9回                                          | 2019年 | 秋葉原 カリガリ                  |                   |
| 新型コロナウイルスの影響により2020・21年は中止 |        |                                  |                   |
| 第10回                                         | 2022年 | MAJI CURRY 神田神保町本店        | 2度目のグランプリ |
| 第11回                                         | 2023年 | cafe ＆ dining jimbocho          |                   |
| 第12回                                         | 2024年 | BAR CAFE 三月の水                |                   |

## 神田のカレーの歴史

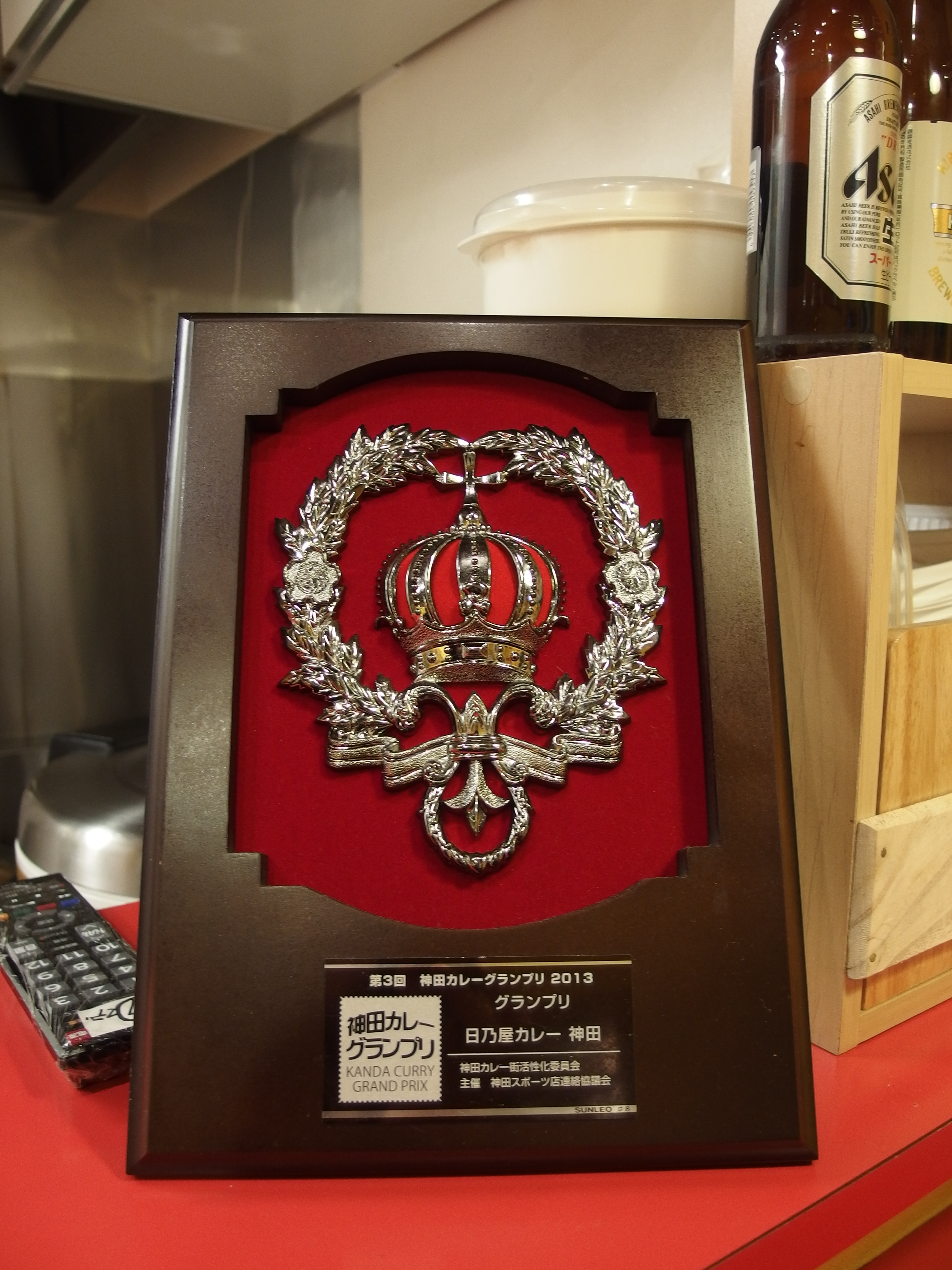
2013年大会グランプリトロフィー

“カレー激戦区”としての神田の歴史は、1924年に御茶ノ水駅近くに洋食屋として創業した共栄堂や、同年、神田須田町に初めて店舗を開設した須田町食堂（現聚楽）がメニューにカレーを掲げ、共栄堂が神田神保町に移転しカレー専門店となった70～80年代にかけて、ボンディ、まんてん、ガヴィアル、マンダラ、エチオピアなどの名店が続々とオープンし、現在に至っている。
「神田カレー街活性化委員会」は、2010年秋の「神田スポーツ祭り」で企画した「農村B級グルメVS神田カレー」というイベントから発展したものである。

## 地域・産学連携
同じ御茶ノ水エリア内にあって、それぞれ国内最大規模の専門店街を形成している、神田スポーツ街連合協議会、神田古書店連盟、ちよだ音楽連合会が運営に協力している。また、明治大学が産学連携として後援及び運営に関与している他、共立女子大学・共立女子短期大学、専修大学なども運営に参加している。

## 神田カレーマイスター
累計5,000名以上のマイスターが誕生しており、マイスター同士の様々な交流が生まれ、マイスター会議というイベントなどが開催されている。
樋口高顕（千代田区長）、濱正悟（俳優）などが全店制覇を達成している。

## 「神田カレーグランプリ」の名が冠せられた主な商品
- レトルトカレー「神田カレーグランプリ」シリーズ（エスビー食品）
- 「神田カレーグランプリ」公認　プリングルズ 東京の名店カリー味」（ケロッグ）

## 関連書籍
- 「“「神田カレーグランプリ」10周年記念” おうちでカンタン！ 神田の名店シェフが教えるカレー&スパイス・レシピ」（2022,開発社）

## エピソード
- 2019年大会にアパグループが参戦し、「アパ社長カレー」飯田橋駅南店が3位入賞を果たした[2]。
- 2019年大会で、夢眠ねむがカリガリに弟子入りし、自ら運営する「夢眠書店」で提供するために「アップルシナモンカレー」を創り上げ、「カリガリ×夢眠ねむ スペシャルあいがけカレー」などを提供し、グランプリを受賞した[3]。
- 2024年8月3日に放送された「出没!アド街ック天国」（テレビ東京系列）の特集、「東京 カレーのうまい街」ランキングで1位に選出され、「カレーの聖地」として神田及び、神田カレーグランプリなどが紹介された。